# 변경주 주머니
변경주 주머니(saguaro boot)는 변경주 선인장이 새가 둥지 삼기 위해 줄기에 파낸 굴의 표면을 보호하기 위해 만들어낸, 리그닌이 많이 함유된 캘러스 조직으로 이루어진 단단한 껍데기다. 변경주가 죽으면 부드러운 조직은 썩지만 목질 조직은 오랫동안 형태를 유지한다. 그리하여 이러한 굴 모양의 캘러스는 대충 부츠 비슷하게 생긴 이 형태를 따서 "saguaro boot"라는 이름이 붙었다.
변경주에는 여러 종의 새들이 둥지 구멍을 판다. 힐라딱따구리(Melanerpes uropygialis)는 능 사이가 넓은  줄기 중간쯤에 지름 5cm 정도의 작은 구멍을 파며, 선인장 표면 밑에 사는 벌레를 먹고 살아간다. 덩치가 좀 더 큰 gilded flicker (Colaptes chrysoides)는 능 사이가 좁은 더 높은 위치에 더 큰 구멍을 파내는데, 부리가 능 조직을 부술만큼 튼튼하기 때문이다.
이렇게 새가 선인장의 조직을 파고 들어가면, 선인장은 계속해서 손상된 부위에 수지가 함유된 수액을 분비해 나무껍질같은 껍데기를 형성하여 수분 손실을 방지하고 둥지 구멍을 튼튼하게 만든다. 둥지 구멍의 형성은 새가 형태를 잡은 다음 선인장이 안감을 대어 마무리하는 꼴이다. 둥지 구멍은 만든지 일년이 지나기 전까지는 둥지로 쓰기 부적절하다. 수많은 변경주들이 여러 개의 둥지를 품는다. 새들이 서로 가까이 굴을 파면, 변경주 주머니는 여러 개의 입구를 가질 수도 있다.
세리족에 속한 아메리카 원주민들은 변경주 주머니를 물을 나르거나 보관할 용도로 사용한다. 오늘날은 애리조나주에서 야생의 사구아로의 주머니를 수집하는 것은 불법이다.
앞에서 언급했듯이 몇몇 사막의 나방의 애벌레도 변경주 안에 구멍을 판다. 사구아로가 죽고 나면 벌레구멍 주변에 형성된 말라붙은 캘러스는 납작한 원반 모양을 띈다.
인터넷상에 변경주 주머니는 씨주머니라는 말이 나도는데 이는 잘못된 것이다. 실제로는 용과와 비슷한 과일 안에 천 개 이상의 작은 씨앗들이 들어있다.

## 사진

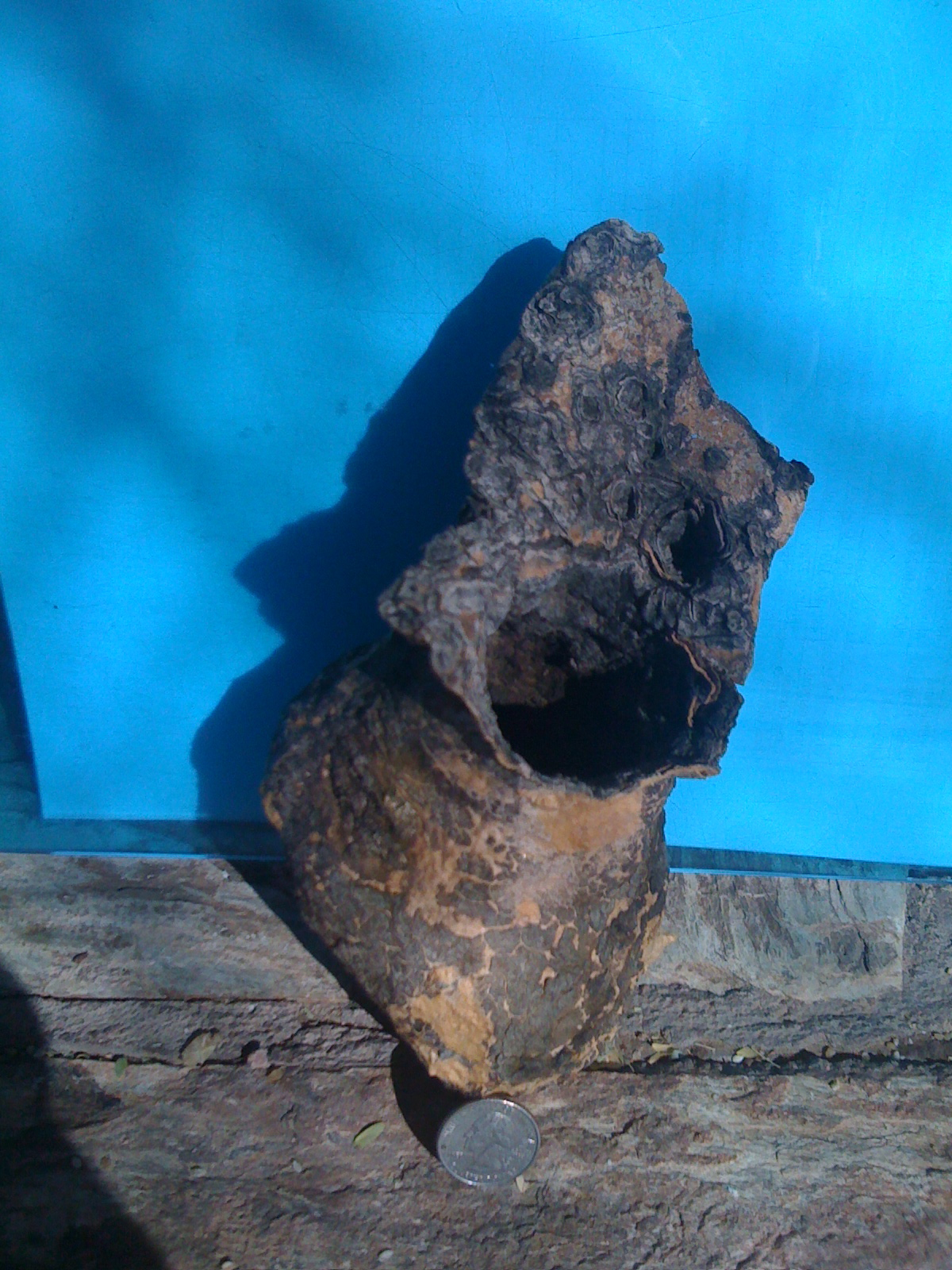
크기 비교를 위해 미국 25센트와 같이 촬영된 변경주 주머니.
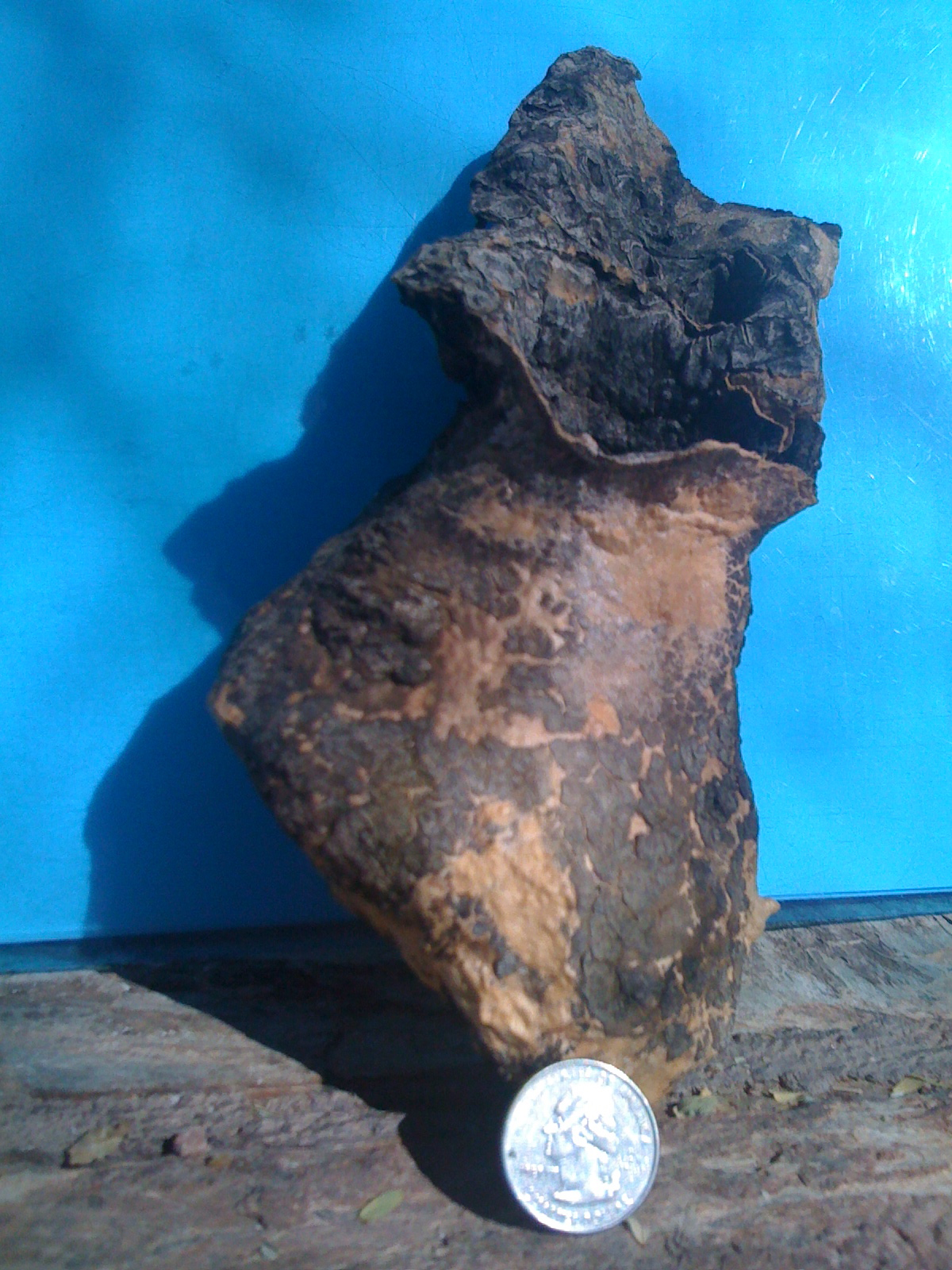
이전의 사진과 같은 주머니를 다른 방향에서 촬영함.
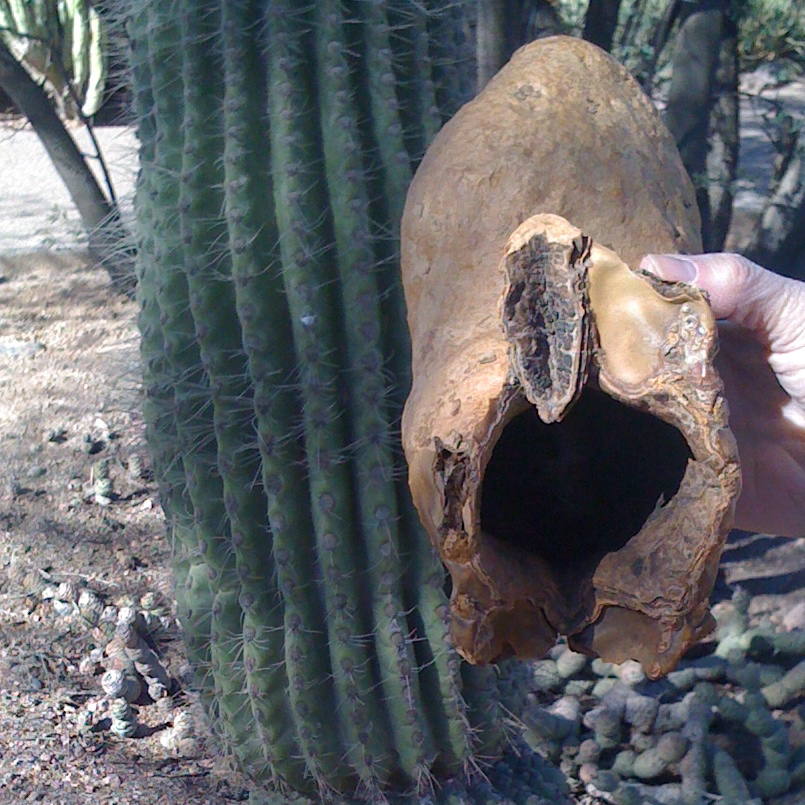
변경주 주머니와 변경주의 줄기. 변경주 속에서 주머니의 끝부분은 밑을 향한다.
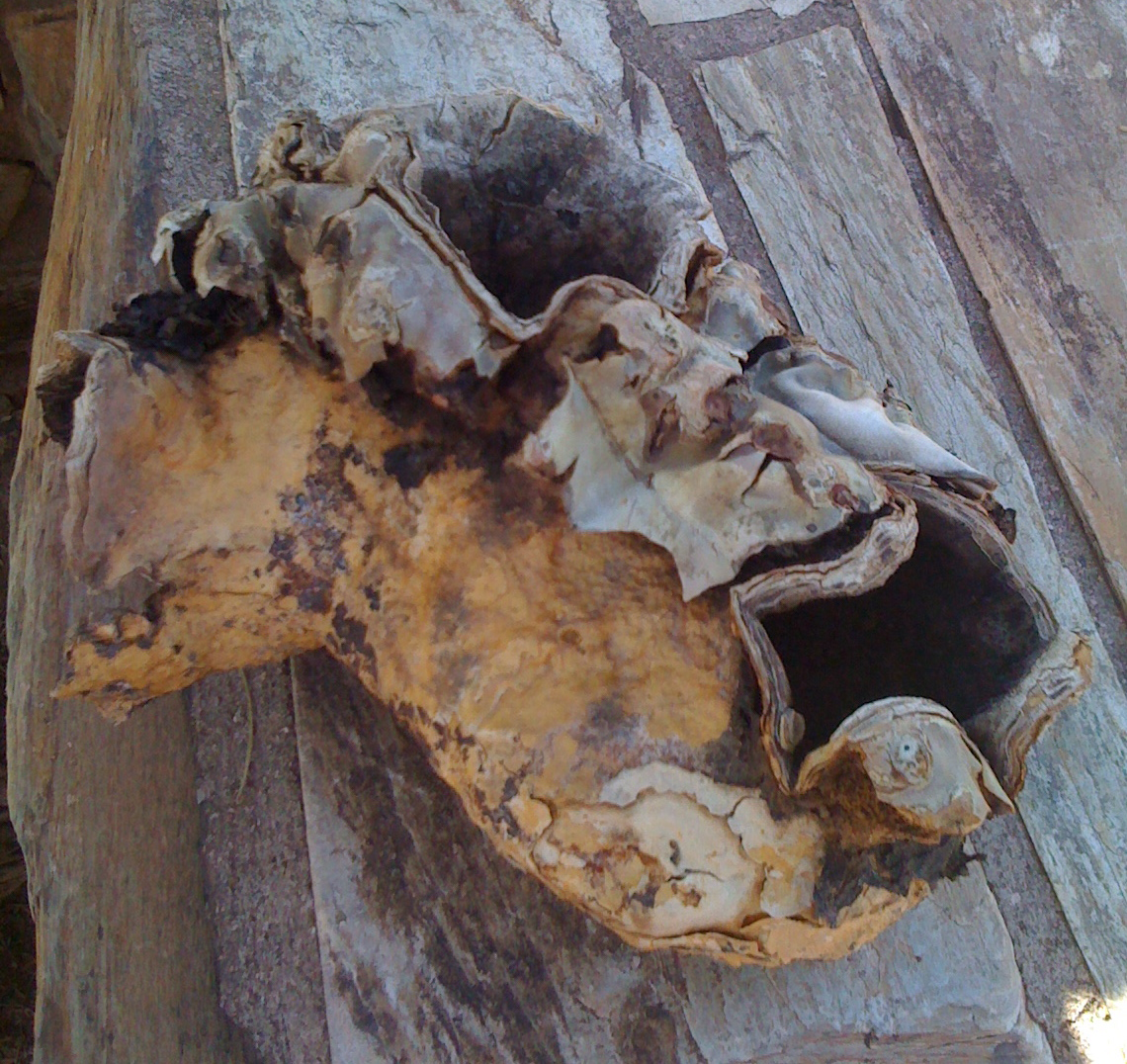
하나의 변경주 주머니로 합쳐진 세 개의 둥지구멍
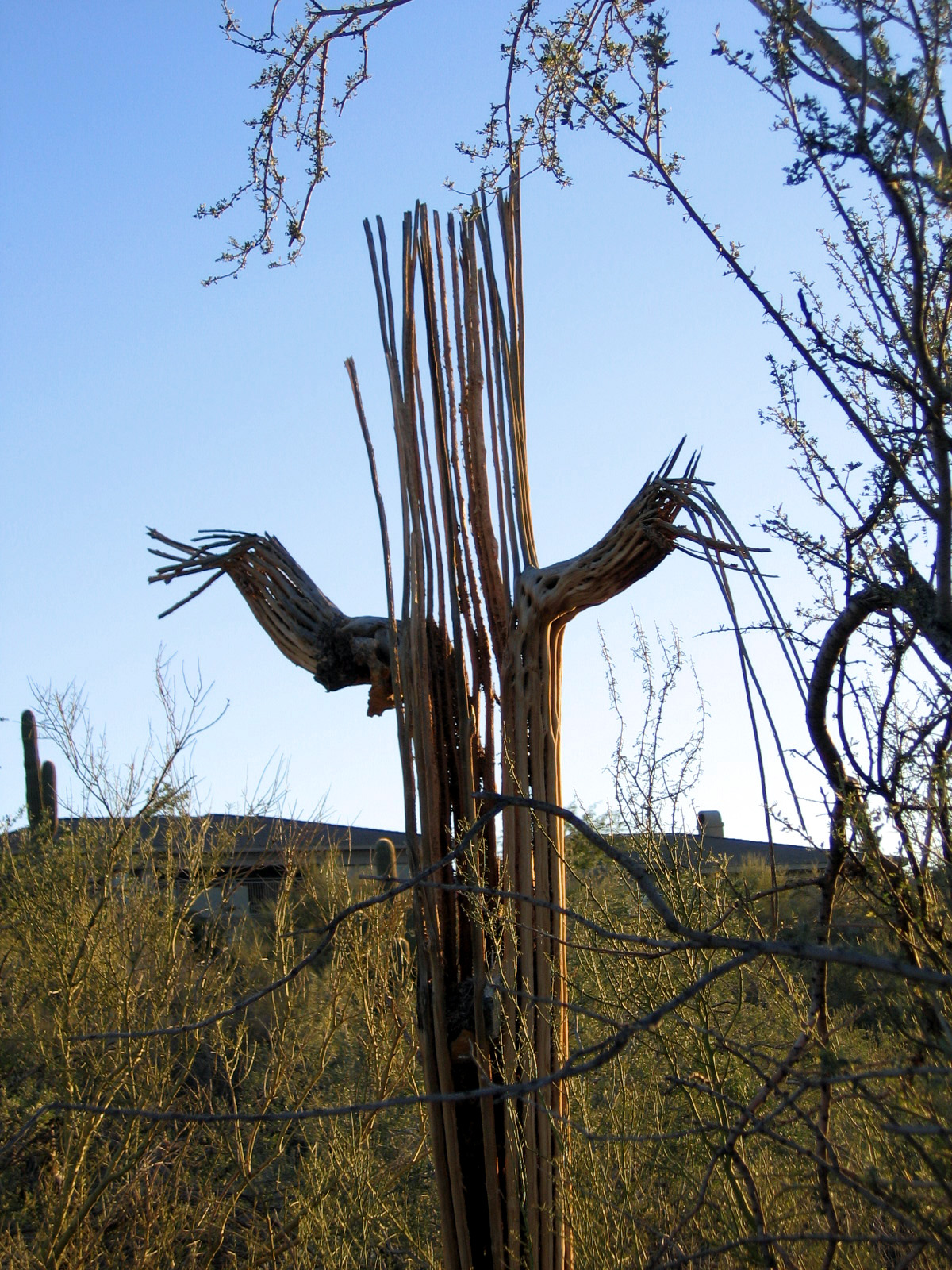
죽은 변경주의 능 조직
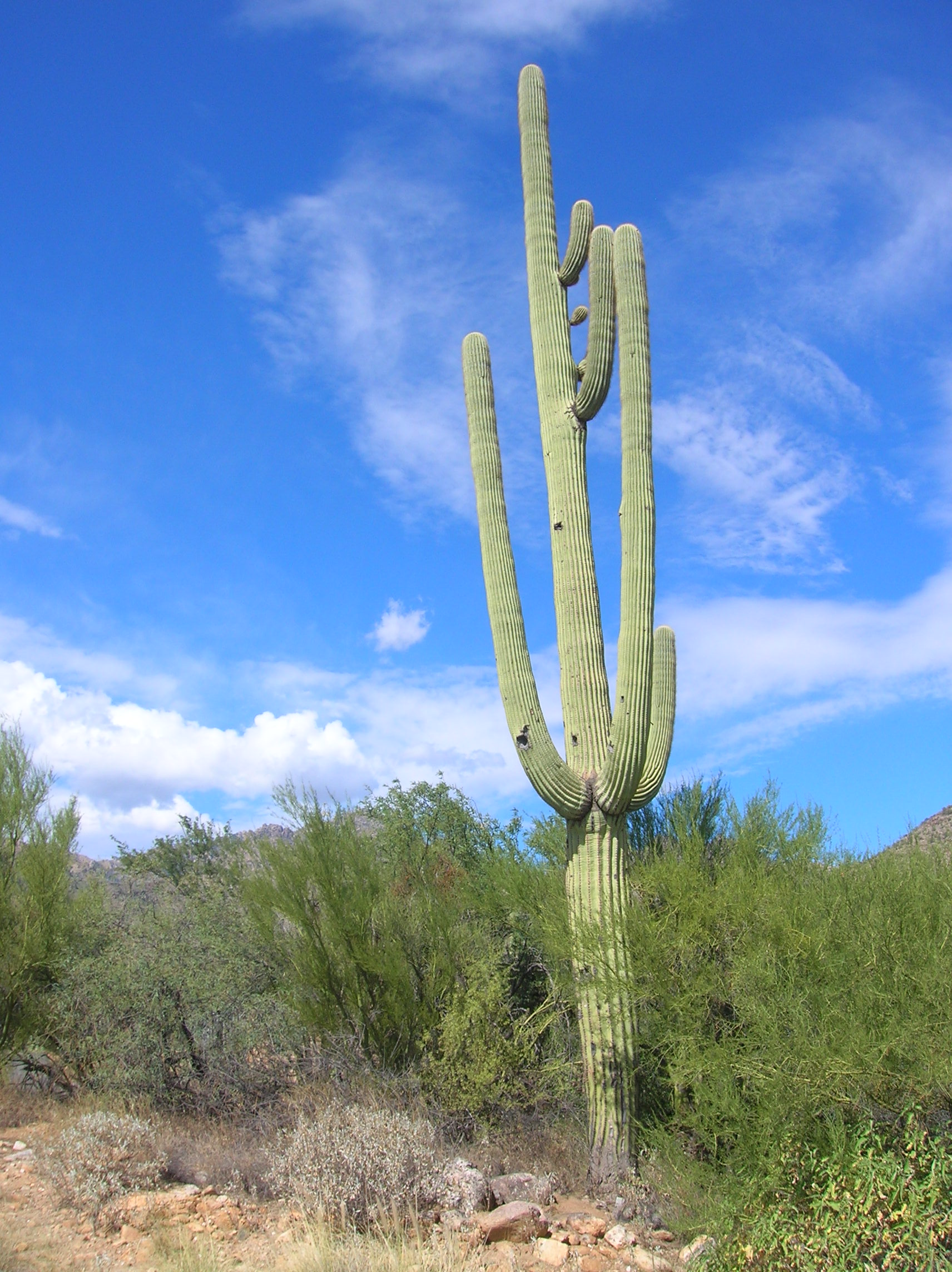
둥지구멍이 난 변경주
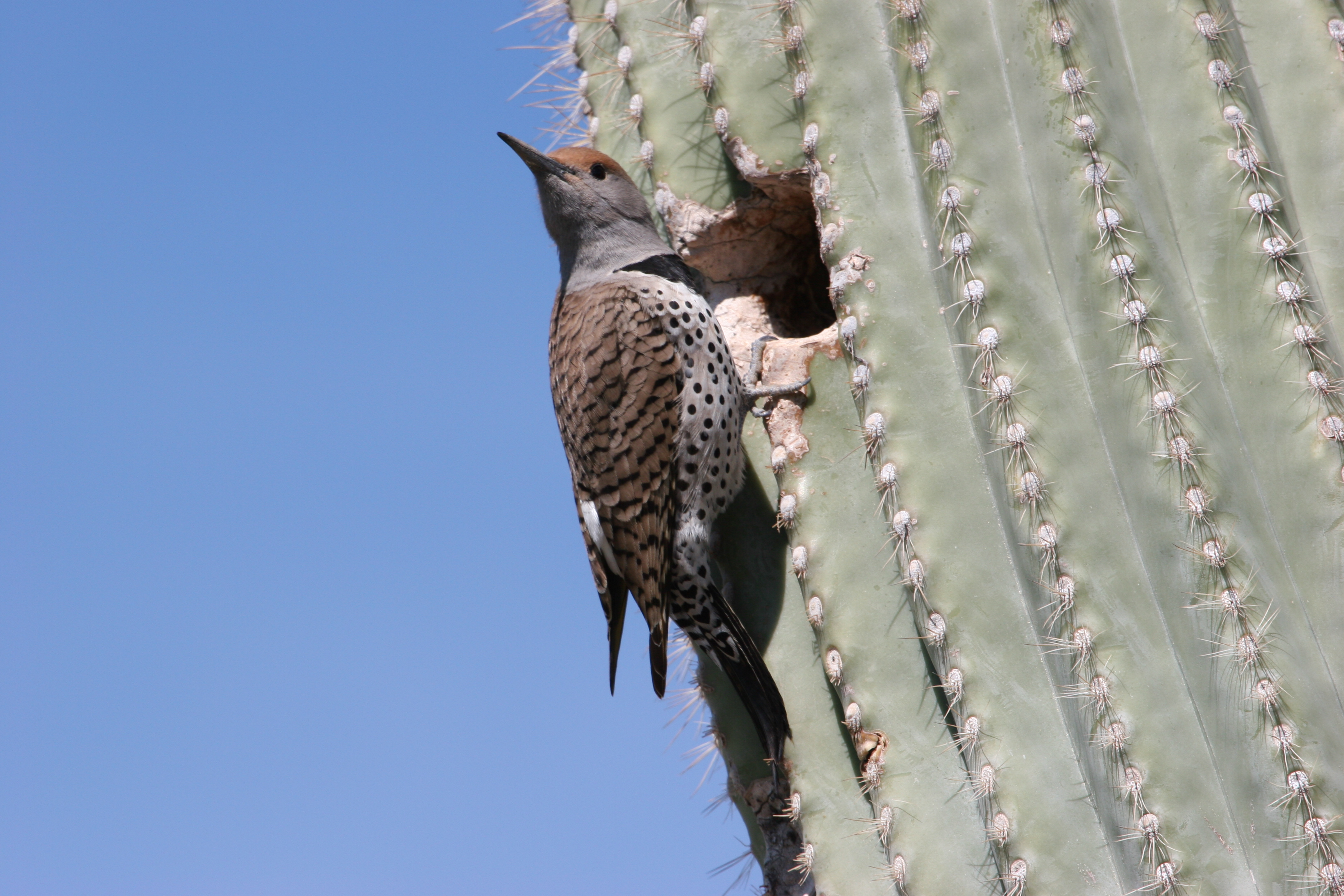
변경주의 둥지구멍의 입구에 내려앉은 Gilded flicker
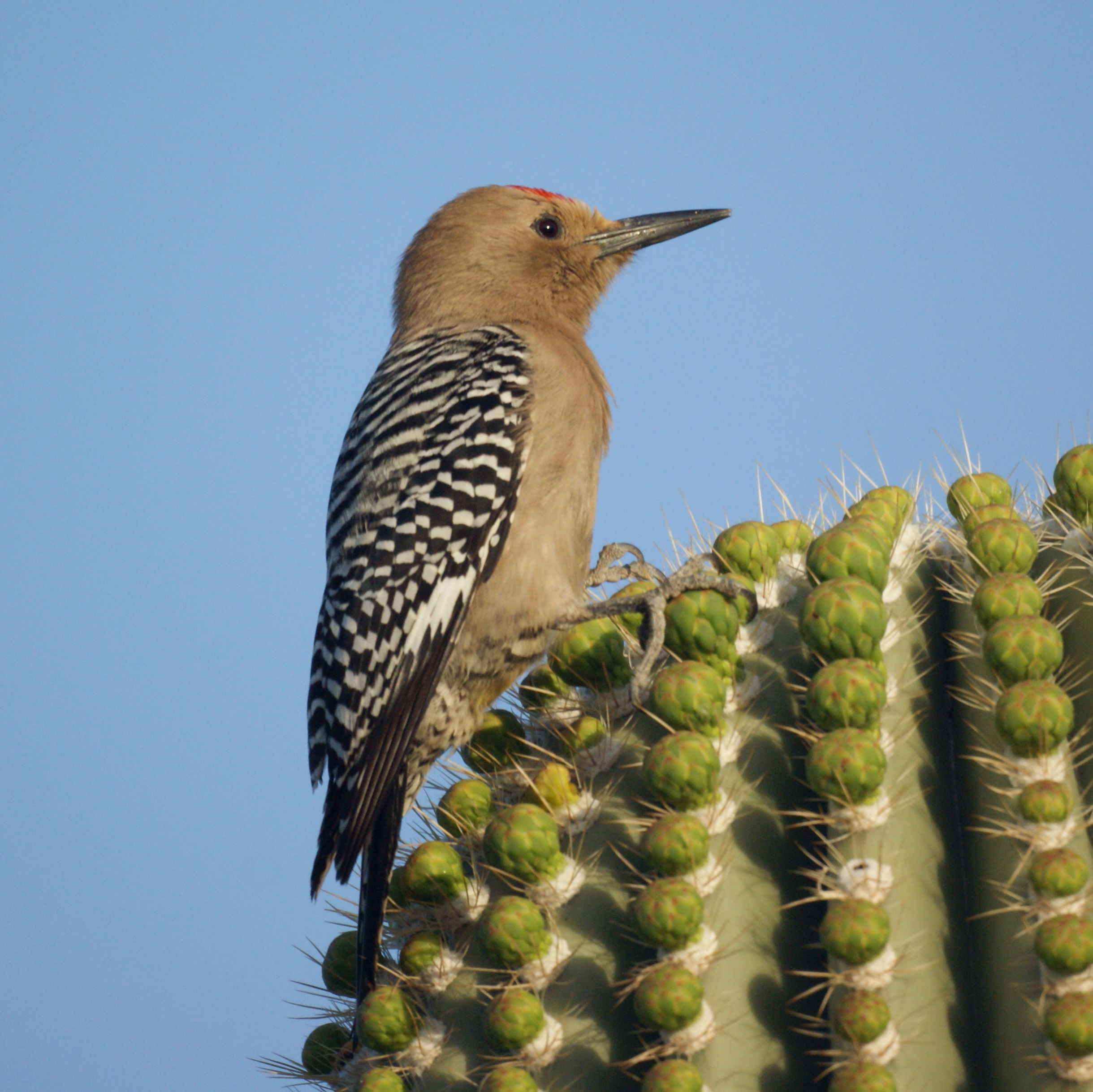
변경주 위의 힐라딱따구리
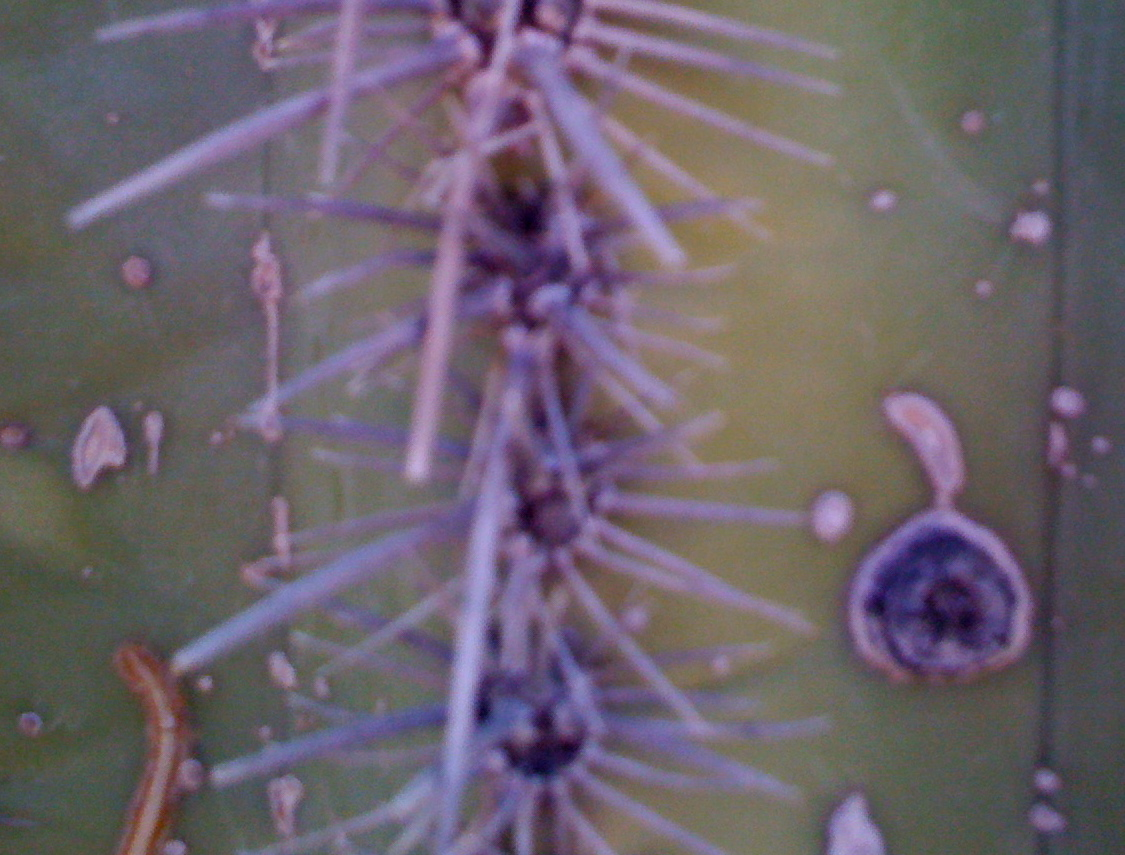
애벌레가 변경주를 파고 들어간 구멍에서 자라난 다임 동전 크기의 가시 로제트
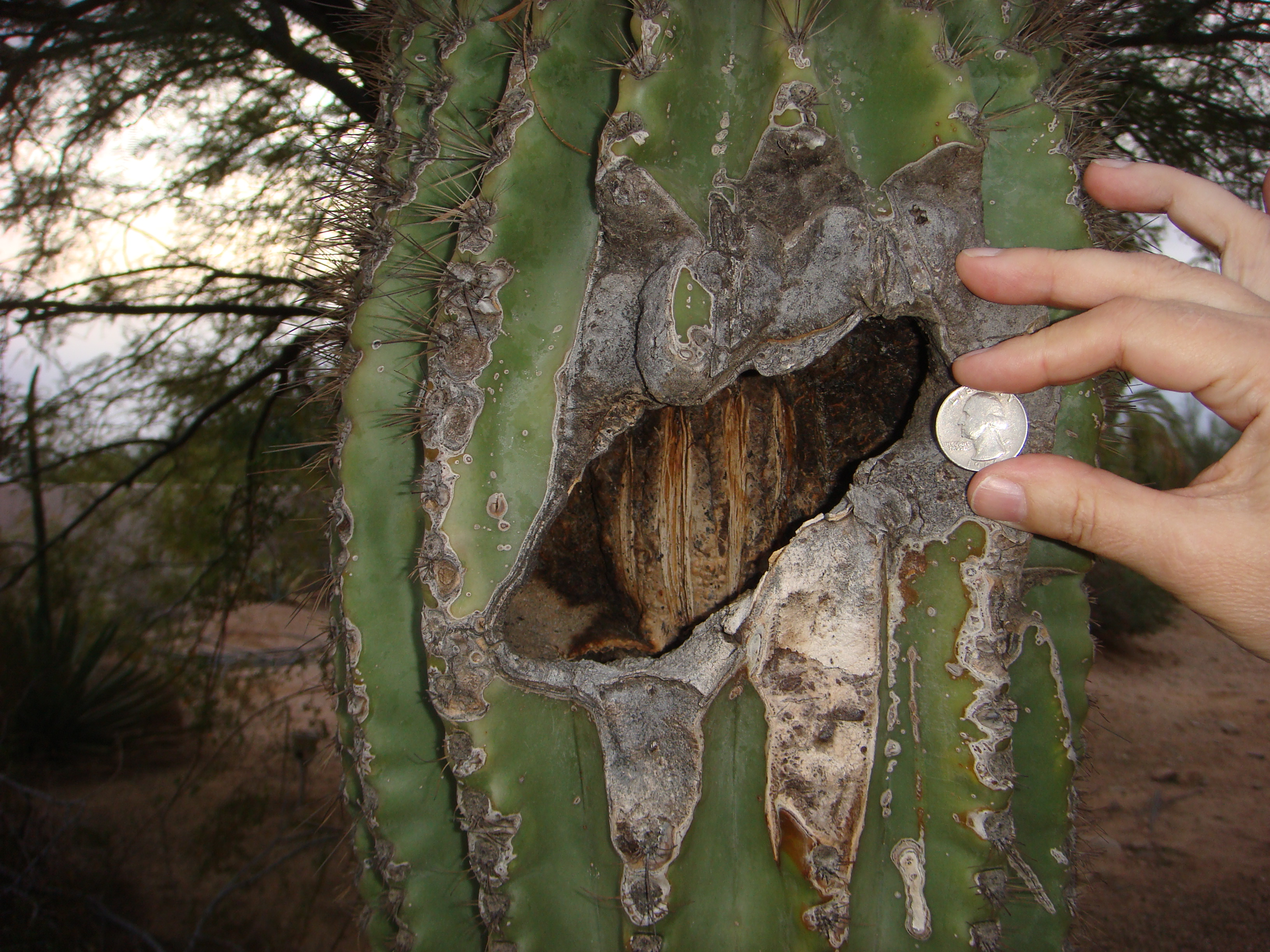
살아있는 변경주에 난, 리그닌에 뒤덮힌 둥지구멍을 가까이에서 촬영한 사진. 25센트 동전을 통해 크기를 보여준다.
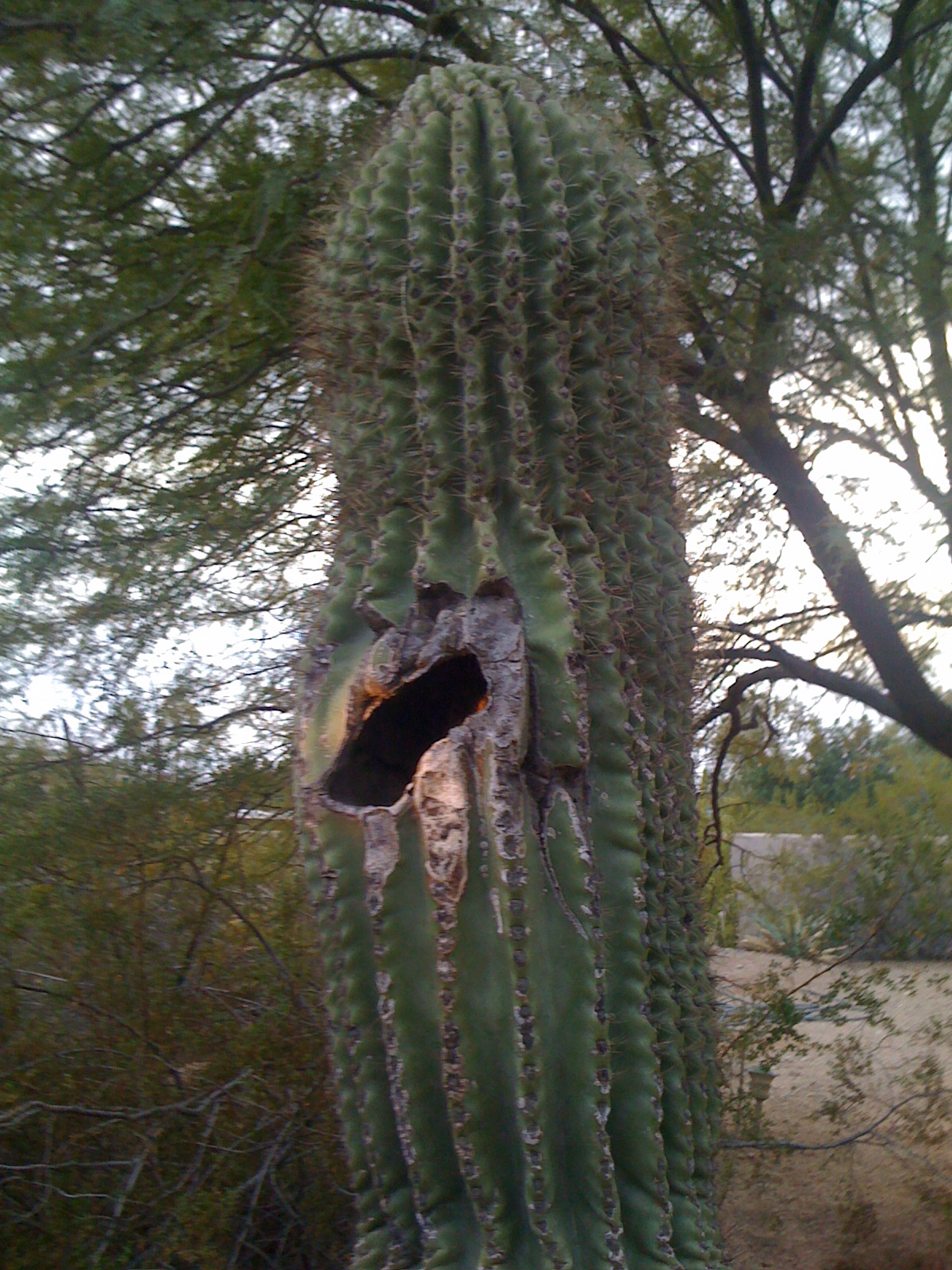
이전의 사진과 같은 변경주를 멀리서 촬영한 사진
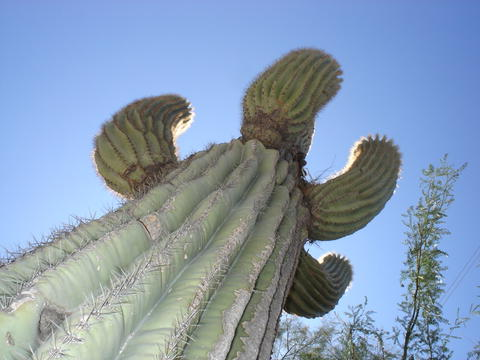
사구아로를 아래에서 위로 본 모습